# 2001年度叱咤樂壇流行榜頒獎典禮得獎名單
2001年度叱咤樂壇流行榜頒獎典禮於2002年1月1日晚上八時在灣仔香港會議展覽中心新翼Hall 3舉行。

## 得獎名單

### 叱咤樂壇至尊歌曲大獎
- 有病呻吟 - 張學友
  - 作曲：林健華
  - 填詞：林夕
  - 編曲：林健華
  - 監製：林健華
  - 唱片：《天下第一流》

### 專業推介．叱十大
| 排名   | 歌曲          | 歌手   | 作曲     | 填詞   | 編曲       | 監製           |
| ------ | ------------- | ------ | -------- | ------ | ---------- | -------------- |
| 第二位 | 姊妹          | 楊千嬅 | C.Y.Kong | 林 夕  | C.Y.Kong   | C.Y.Kong       |
| 第三位 | 爛泥          | 許志安 | 李峻一   | 李峻一 | 陳輝陽     | 陳輝陽         |
| 第四位 | 鴿子情緣      | 劉德華 | Marco    | 劉德華 | Terry Chan | 陳德建         |
| 第五位 | 重新做人      | 梁漢文 | 梁漢文   | 林 夕  | 王雙駿     | 王雙駿         |
| 第六位 | Shall We Talk | 陳奕迅 | 陳輝陽   | 林 夕  | 金培達     | 陳輝陽         |
| 第七位 | 最愛演唱會    | 陳慧琳 | 伍樂城   | 林 夕  | 伍樂城     | 伍樂城         |
| 第八位 | 潛龍勿用      | 謝霆鋒 | 謝霆鋒   | 林 夕  | 王雙駿     | 王雙駿、謝霆鋒 |
| 第九位 | 終身美麗      | 鄭秀文 | 陳輝陽   | 林 夕  | 陳輝陽     | 陳輝陽         |
| 第十位 | 犯賤          | 陳小春 | 周杰倫   | 黃偉文 | 洪敬堯     | 金培達         |

### 叱咤樂壇我最喜愛的歌曲大獎
- 開不了口 - 周杰倫（1720票）
  - 作曲：周杰倫
  - 填詞：徐若瑄
  - 編曲：洪敬堯
  - 監製：周杰倫
- 最後五強：

| 歌曲          | 歌手   |
| ------------- | ------ |
| 開不了口      | 周杰倫 |
| 野孩子        | 楊千嬅 |
| Shall We Talk | 陳奕迅 |
| 終身美麗      | 鄭秀文 |
| 姊妹          | 楊千嬅 |

### 叱咤樂壇我最喜愛的男歌手
- 張學友

### 叱咤樂壇我最喜愛的女歌手
- 鄭秀文
  - 演繹歌曲：終身美麗

### 叱咤樂壇我最喜愛的組合
- Twins
  - 演繹歌曲：愛情當入樽

### 叱咤樂壇至尊唱片大獎
- 《Shall We Dance? Shall We Talk!》 - 陳奕迅
  - 監製：陳輝陽
    - 大碟上榜歌曲：孤獨探戈、單車、2001太空漫遊、Shall We Talk、天使的禮物
    - 演繹歌曲：天使的禮物

### 叱咤樂壇男歌手
- 金獎：陳奕迅
  - 上榜歌曲：綿綿、單車、愛是懷疑、孤獨探戈、2001太空漫遊、Shall We Talk、天使的禮物、衝口而出、大開眼戒
  - 演繹歌曲：大開眼戒
- 銀獎：許志安
  - 上榜歌曲：我沒有事、眼前一亮、青蛙王子、忘了你是誰、昨遲人、借你耳朵說愛你、垃圾天堂、爛泥
- 銅獎：謝霆鋒
  - 上榜歌曲：遊樂場、個別意見、停電一日、黑夜馬戲團、香水、慌、啟示錄、潛龍勿用、玉蝴蝶

### 叱咤樂壇女歌手
- 金獎：鄭秀文
  - 上榜歌曲：情無獨鍾、蕭邦寫過的歌、醫生與我、螢光粉紅、交換溫柔、獨家試唱、愛是...、終身美麗
  - 演繹歌曲：交換溫柔
- 銀獎：陳慧琳
  - 上榜歌曲：大日子、手到拿來、替換、天生戀愛狂、點解你係咁、Ask、你這個男人、隨身聽、最愛演唱會
- 銅獎：容祖兒
  - 上榜歌曲：你說得對、全身暑假、告解、隆重登場、再見我的初戀、痛愛、怯

### 叱咤樂壇組合
- 金獎：Swing
  - 上榜歌曲：半張飛、就當我未玩夠、中和點、黑雨天白鋼琴、帝國大廈、大大公司
  - 演繹歌曲：大大公司
- 銀獎：Twins
  - 上榜歌曲：明愛暗戀補習社、女校男生、換季、愛情當入樽、戀愛大過天
- 銅獎：有耳非文
  - 上榜歌曲：打狗女郎、老夫老妻、恐龍學唱歌、變化

### 叱咤樂壇作曲人大獎
- 陳輝陽
  - 上榜作品12首：喜歡戀愛、再見我的初戀、交換溫柔、孤獨探戈、灰姑娘、痛愛、2001太空漫遊、Shall We Talk、天使的禮物、終身美麗、嫌棄、怯

### 叱咤樂壇填詞人大獎
- 林夕
  - 上榜作品66首：熱血青年、天下第一流、喜歡戀愛、隨傳隨到、女校男生、忘了你是誰、愛情最強、冬至、告解、購物天堂、太陽出來了、比你更好、迷魂記、怯、夏桑菊、一周年、愛到底、戀愛大過天、一對人、Let's Go!後樂園、蕭邦寫過的歌、大男孩、好去處(總有些用處)、指日可待、啟示錄、不還你、綿綿、情無獨鍾、萬語千言、你愛我像誰、扇子舞、刀槍不入、大日子、遊樂場、螢火蟲、聽身體唱歌、你喜歡不如我喜歡、全身暑假、背對背面貼面、分手勿語、順路、拾荒蛋糕、童年末日、2001的留言、衛斯理之戀、病人、孤獨探戈、再見我的初戀、交換溫柔、假如讓我說下去、有病呻吟、玉蝴蝶、重新做人、借你耳朵說愛你、不愛就不愛、幻聽、最愛演唱會、不必說感謝、夢到內河、捉迷藏、潛龍勿用、樓上來的聲音、姊妹、Shall We Talk、終身美麗、天使的禮物、怯

### 叱咤樂壇編曲人大獎
- 陳輝陽
  - 上榜作品14首：壞孩子的天空、喜歡戀愛、再見我的初戀、交換溫柔、孤獨探戈、灰姑娘、痛愛、2001太空漫遊、Shall We Talk、天使的禮物、終身美麗、嫌棄、爛泥、怯

### 叱咤樂壇監製大獎
- 陳輝陽
  - 上榜作品18首：壞孩子的天空、喜歡戀愛、再見我的初戀、交換溫柔、孤獨探戈、醫生與我、單車、比你更好、灰姑娘、食妳落肚、痛愛、2001太空漫遊、Shall We Talk、天使的禮物、終身美麗、嫌棄、爛泥、怯

### 叱咤樂壇唱作人
- 金獎：黃貫中
  - 上榜歌曲：某日、丟架、香港晚安、初哥、離開我吧、無得比
  - 演繹歌曲：離開我吧
- 銀獎：周杰倫
  - 上榜歌曲：可愛女人、鬥牛、雙截棍、爸我回來了、威廉古堡、龍捲風、開不了口
- 銅獎：謝霆鋒
  - 上榜歌曲：遊樂場、慌、啟示錄、潛龍勿用、玉蝴蝶

### 叱咤樂壇生力軍男歌手
- 金獎：周杰倫
  - 上榜歌曲：可愛女人、鬥牛、雙截棍、爸我回來了、威廉古堡、龍捲風、開不了口
  - 演繹歌曲：龍捲風
- 銀獎：鄧健泓
  - 上榜歌曲：如果有神、直上、衛斯理之戀、驚慄原聲碟、大男孩
- 銅獎：方力申
  - 上榜歌曲：就是這麼愛妳、隨傳隨到、一周年

### 叱咤樂壇生力軍女歌手
- 金獎：何韻詩
  - 上榜歌曲：千千萬萬個我、光榮之家、神經痛、無賴、迷你與我、十九樓的另一半、十九樓半的夏天
  - 演繹歌曲：光榮之家
- 銀獎：傅珮嘉
  - 上榜歌曲：December Rain、幹掉你的胃、小人魚、口渴、一對人
- 銅獎：張燊悅
  - 上榜歌曲：一不小心

### 叱咤樂壇生力軍組合
- 金獎：Twins
  - 上榜歌曲：明愛暗戀補習社、女校男生、換季、愛情當入樽、戀愛大過天
  - 演繹歌曲：女校男生
- 銀獎：臨記
  - 上榜歌曲：唔好殺我

### 雷霆樂壇班霸
- 英皇娛樂集團有限公司

### 叱咤樂壇15-24歲最喜愛的人人英雄
- 陳奕迅
  - 演繹歌曲：衝口而出

### 加州紅最熱點唱歌曲
- 隨身聽 - 陳慧琳

### 四台聯頒音樂大獎 - 歌曲獎
- 有病呻吟 - 張學友